# Claudio Martín Barco
Claudio Martín Barco-Huertas fue un militar y carabinero español.

## Biografía
Oficial del Cuerpo de Carabineros, tras el estallido de la Guerra civil se mantuvo fiel a la República.
En los primeros meses de la contienda estuvo al frente de milicias en el frente de Asturias. Posteriormente llegó a mandar la 4.ª División asturiana —que, con el tiempo, sería renombrada como 62.ª División—. Tras el colapso del frente del Norte regresó a la zona centro republicana, donde desempeñó diversos mandos. Alcanzaría el rango de teniente coronel. En marzo de 1938 fue nombrado comandante de la Agrupación autónoma del Ebro, encargada de defender el frente del Bajo Segre. También mandó brevemente la 44.ª División. Poco después sería nombrado comandante del Cuerpo de Ejército «B» —que se convertiría en el XII Cuerpo de Ejército—.